# Poggio San Marcello
Poggio San Marcello är en ort och kommun i provinsen Ancona i regionen Marche i Italien. Kommunen hade 671 invånare (2018).